# الهه‌های عصبانی هند
الهه‌های عصبانی هند (به انگلیسی: Angry Indian Goddesses) فیلمی محصول سال ۲۰۱۵ و به کارگردانی پن نالین است. در این فیلم بازیگرانی همچون ساندیا مریدول، تانیشتا چاتراجی، سارا جین دیاز، انوشکا مانچاندا، آمیت ماغرا، راجشری دشپانده، عادل حسین ایفای نقش کرده‌اند.